# Omega Orionis
Omega Orionis är en Be-stjärna och en eruptiv variabel av Gamma Cassiopeiae-typ i stjärnbilden Orion. Stjärnan varierar i magnitud 4,4-4,59.